# Skoczuszek
Skoczuszek (Salpingotus) – rodzaj ssaka z podrodziny mikroskoczków (Cardiocraniinae) w obrębie rodziny skoczkowatych (Dipodidae).

## Zasięg występowania
Rodzaj obejmuje gatunki występujące w Azji.

## Morfologia
Długość ciała (bez ogona) 40–68 mm, długość ogona 72–135 mm, długość ucha 6–16 mm, długość tylnej stopy 18–28 mm; masa ciała 4–20 g.

## Systematyka
Rodzaj zdefiniował w 1922 roku rosyjski zoolog Boris Winogradow. Na gatunek typowy Winogradow wyznaczył skoczuszka tamaryszkowego (S. kozlovi).

### Etymologia
- Salpingotus: gr. σαλπιγξ salpinx, σαλπιγγος salpingos ‘trąba wojenna’[10]; ους ous, ωτος ōtos ‘ucho’[11].
- Salpingotulus: rodzaj Salpingotus Vinogradov, 1922; łac. przyrostek zdrabniający -ulus[12]. Gatunek typowy: Salpingotus michaelis FitzGibbon, 1966.
- Prosalpingotus: gr. προ pro ‘blisko, w pobliżu’[13]; rodzaj Salpingotus Vinogradov, 1922. Gatunek typowy: Salpingotus pallidus Vorontsov & Shenbrot, 1984.
- Anguistodontus: łac. anguis ‘wąż’[14]; οδους odous, οδοντος odontos ‘ząb’[15]. Gatunek typowy: Salpingotus crassicauda Vinogradov, 1924.

### Podział systematyczny
Do rodzaju należą następujące występujące współcześnie gatunki zgrupowane w czterech podrodzajach:
- Salpingotus Vinogradov, 1922
  - Salpingotus kozlovi Vinogradov, 1922 – skoczuszek tamaryszkowy
- Anguistodontus Vorontsov & Shenbrot, 1984
  - Salpingotus crassicauda Vinogradov, 1924 – skoczuszek gruboogonowy
- Prosalpingotus Vorontsov & Shenbrot, 1984
  - Salpingotus heptneri Vorontsov & Smirnov, 1969 – skoczuszek pustynny
  - Salpingotus pallidus Vorontsov & Shenbrot, 1984 – skoczuszek blady
  - Salpingotus thomasi Vinogradov, 1928 – skoczuszek afgański
- Salpingotulus Pavlinov, 1980 – trąbkouszek[5]
  - Salpingotus michaelis FitzGibbon, 1966 – trąbkouszek beludżystański

Opisano również gatunki wymarłe:
- Salpingotus gorelovi Shenbrot, 1986[17] (Turkmenistan; pliocen)
- Salpingotus primitivus Li Qiang & Zheng Shaohua, 2005[18] (Chińska Republika Ludowa; miocen)